# 三棘鸚嘴魚
三棘鸚嘴魚，為輻鰭魚綱鱸形目隆頭魚亞目鸚哥魚科的其中一種，被IUCN列為瀕危保育類動物，分布於東南大西洋的巴西海域，棲息深度1-30公尺，體長可達35.5分，棲息在珊瑚礁、藻礁海域，以藻類為食。